# Earl Alonzo Brininstool

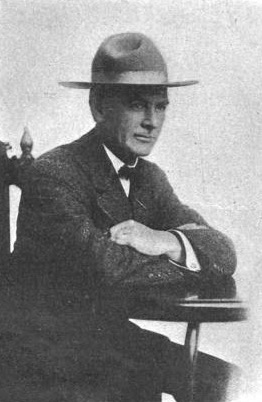
Earl Alonzo Brininstool

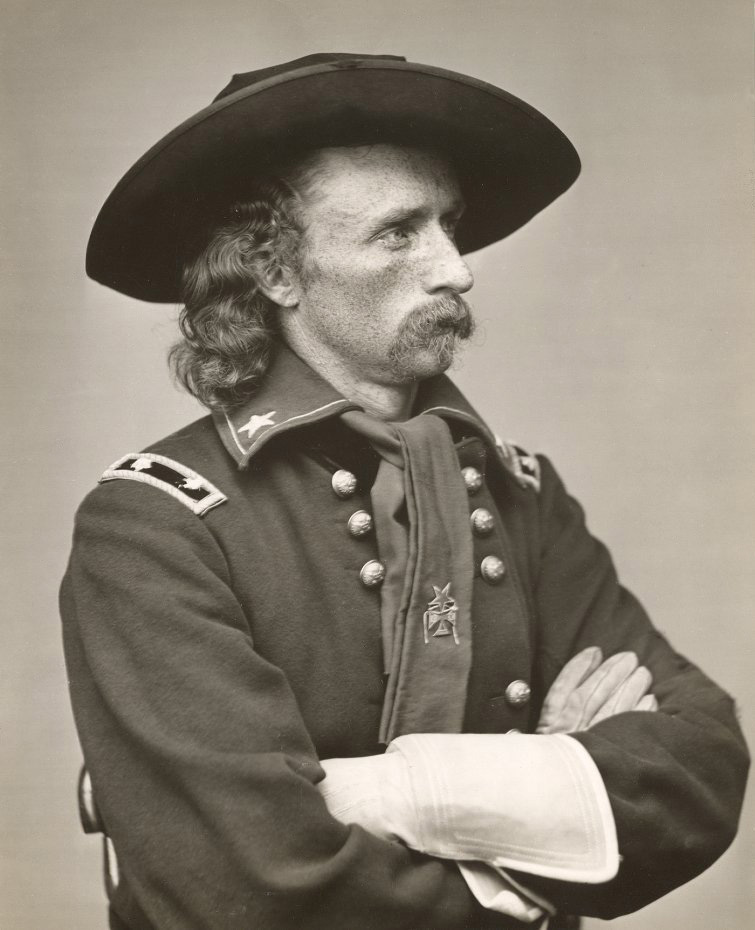
Generał George Armstrong Custer

Earl Alonzo Brininstool (ur. 1870, zm. 1957) – amerykański historyk i poeta, przedstawiciel twórczości kowbojskiej, znany jako E.A. Brininstool. Urodził się w miejscowości Warsaw w Wyoming County w stanie Nowy Jork 11 października 1870. Ukończył szkołę i college biznesowy. W 1895 wraz z żoną przeniósł się do Kalifornii. Rozpoczął karierę dziennikarską. Publikował w wielu czasopismach, jak Hunter-Trader, Sunset, Frontier Times, Outdoor Life i Winners of the West. Równocześnie działał jako poeta. Interesował się zwłaszcza postacią generała George’a Custera, uważanego powszechnie za amerykańskiego bohatera narodowego. W 1925 opublikował książkę A Trooper With Custer: Historic Incidents of the Little Big Horn, przedrukowaną później w 1952 pod zmodyfikowanym tytułem Troopers with Custer; historic incidents of the Battle of the Little Big Horn. Stanowi ona do tej pory najpopularniejsze źródło historyczne o bitwie nad Little Bighorn. Opiera się na rozmowach z uczestnikami walk amerykańsko-indiańskich. Napisał też biografię indiańskiego wodza Szalonego Konia (Crazy Horse, Tashunka Witko). Oprócz tego wydał zbiory wierszy Sonnets of a Telephone Girl (1903) i Trail Dust of a Maverick; Verses of Cowboy Life, the Cattle Range and Desert (1914, 1921). Przypisuje się mu autorstwo 5000 utworów lirycznych. Zmarł we własnym domu w Hollywood 28 lipca 1957. Został pochowany na Forest Lawn Memorial Park w Los Angeles.